# Финокијетана (Ријети)
Финокијетана је насеље у Италији у округу Ријети, региону Лацио.
Према процени из 2011. у насељу је живело 53 становника. Насеље се налази на надморској висини од 451 м.